# Povestire

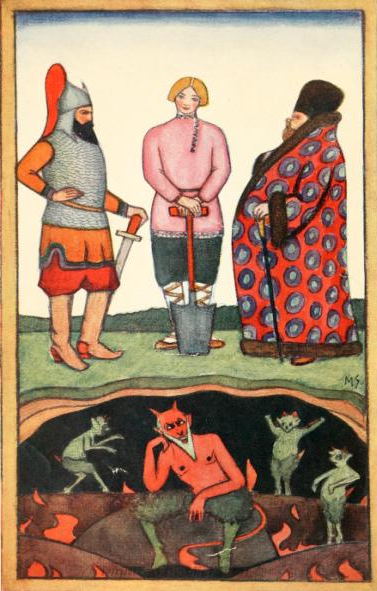
Ivan Prostul, povestire din 1886

Povestirea este o specie a genului epic, în proză, în care se relatează fapte din punctul de vedere al unui narator, care este martor sau participant (sau ambele variante) la evenimentul povestit.
Povestirea este de obicei de mică întindere, relatează un singur fapt, are personaje puține, iar interesul cititorului se concentrează asupra situației narate.
Într-o accepțiune lărgită, se confundă cu narațiunea ca modalitate de existență a genului epic, ca semn distinctiv al acestuia.
Identificarea povestirii cu narațiunea se bazează pe identitatea de sens a verbelor "a povesti"/"a nara".
Povestirea devine "modul" prin care se constituie toate speciile narative, elementul lor comun din care, conform legilor specifice de compoziție, se dezvoltă variantele genului.
Pe această reducție se bazează naratologia, știința comportamentală a narațiunii, interesată nu de diferențele specifice, ci de legătura între forme narative, pe baza principiului povestirii.

## Povestirea în literatura universală
- Nikolai Gogol, Serile în cătunul de lângă Dikanka
- Ivan Turgheniev, Povestirile unui vânător
- Alphonse Daudet, Povestiri din moara mea.
- Leo Tolstoi, Ivan Prostul.

## Povestirea în literatura română
- Ion Creangă, Moș Ion Roată
- Mihail Sadoveanu, Povestiri, Hanu-Ancuței
- Vasile Voiculescu, Pescarul Amin.